# Saint-Genest-sur-Roselle
Saint-Genest-sur-Roselle is een gemeente in het Franse departement Haute-Vienne (regio Nouvelle-Aquitaine) en telt 411 inwoners (2004). De plaats maakt deel uit van het arrondissement Limoges.

## Geografie
De oppervlakte van Saint-Genest-sur-Roselle bedraagt 19,7 km², de bevolkingsdichtheid is 20,9 inwoners per km².
De onderstaande kaart toont de ligging van Saint-Genest-sur-Roselle met de belangrijkste infrastructuur en aangrenzende gemeenten.

## Demografie
Onderstaande figuur toont het verloop van het inwonertal (bron: INSEE-tellingen).